# Brimstone Hill Fortress
Brimstone Hill Fortress National Park is een door de UNESCO erkende site van cultureel werelderfgoed op het eiland Saint Kitts in de Federatie van Saint Kitts en Nevis in de Caraïbische Zee. Het was een door Britse militaire ingenieurs (genie) ontworpen fort en gebouwd en onderhouden door Afrikaanse slaven. Het is een van de best bewaarde historische versterkingen in de beide Amerika's. Het park ligt op de zuidgrens van de parish Saint Anne Sandy Point.
Aanzet tot de constructie van het fort werd gegeven in 1690 toen de Britten met kanonnen vanop de Brimstoneheuvel het plaatsje Fort Charles heroverden op de Fransen.
De constructie van het fort sleepte, met onderbrekingen, aan over een periode van meer dan 100 jaar. Na de constructie kreeg het fort op basis van zijn strategische locatie de benaming The Gibraltar of the West Indies.
De Britten verlieten het fort in het midden van de 19de eeuw en het fort viel ten prooi aan natuurlijk verval en vandalisme. In het begin van de 20ste eeuw werd het fort terug hersteld en bewaard. In 1973 werd het in ere herstelde Prince of Wales Bastion op het domein officieel door prins Charles geopend; in 1985 werd Brimstone Hill door koningin Elizabeth II ingehuldigd als nationaal park. De UNESCO voegde de site in december 1999 tijdens de 23e sessie van de Commissie voor het Werelderfgoed toe aan de werelderfgoedlijst. Het was de eerste en anno 2021 enige site in Saint Kitts en Nevis.

## Galerij

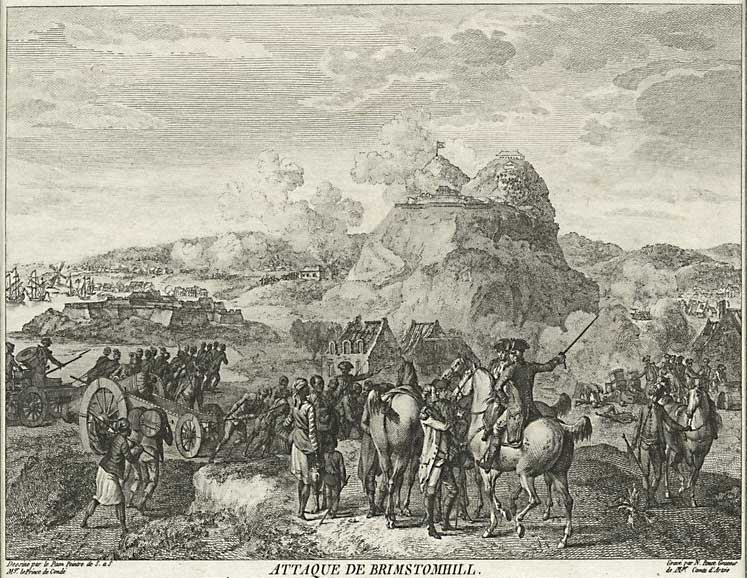
Gevecht van Brimstone Hill tussen Fransen en Britten in 1782
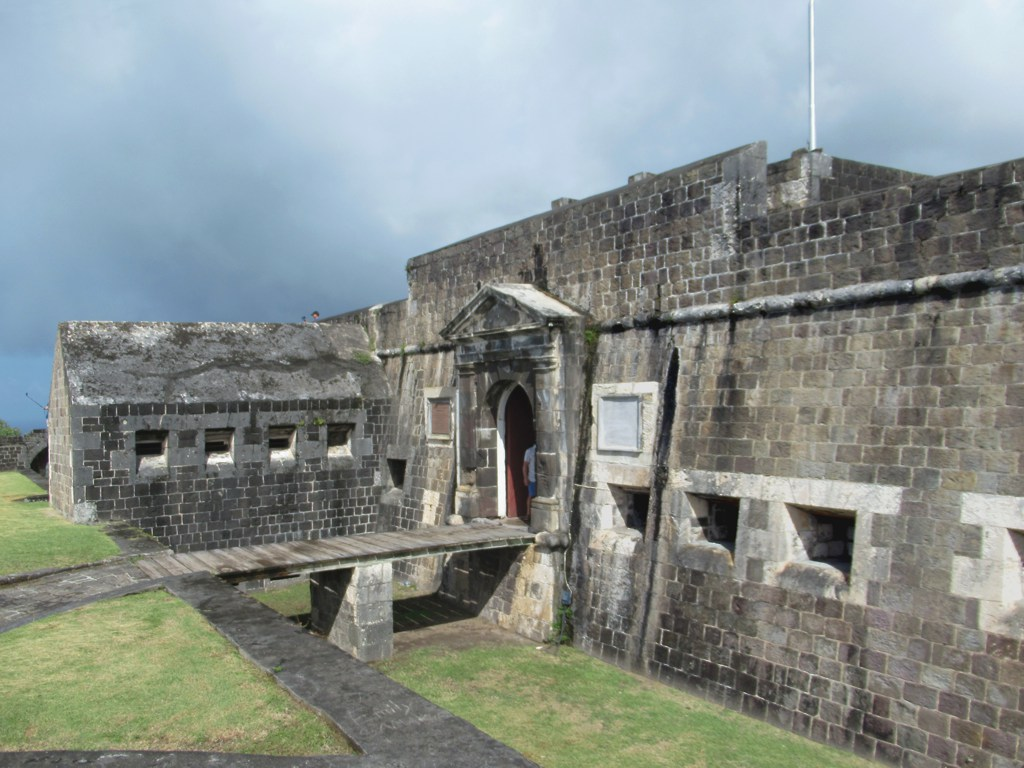
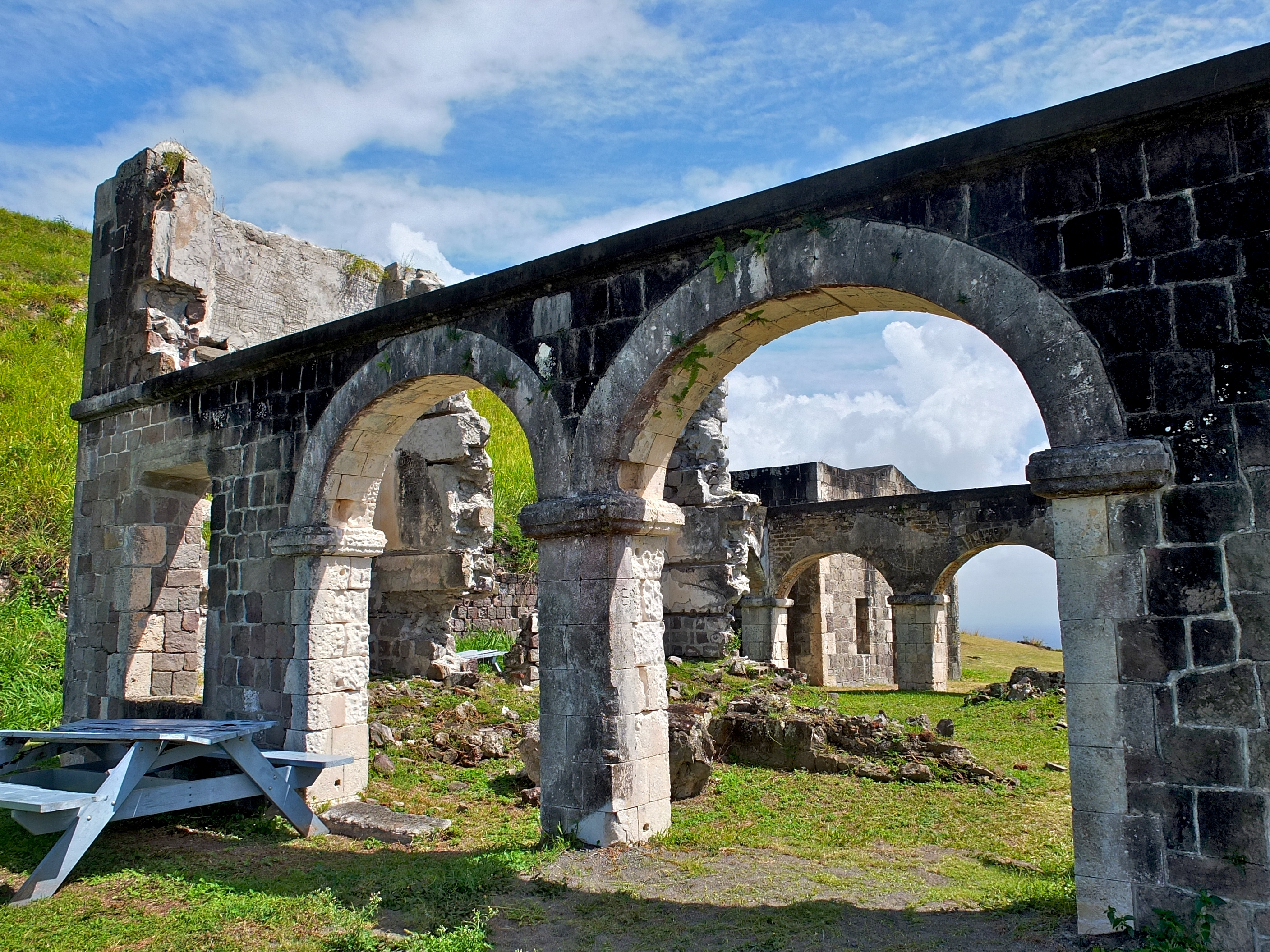
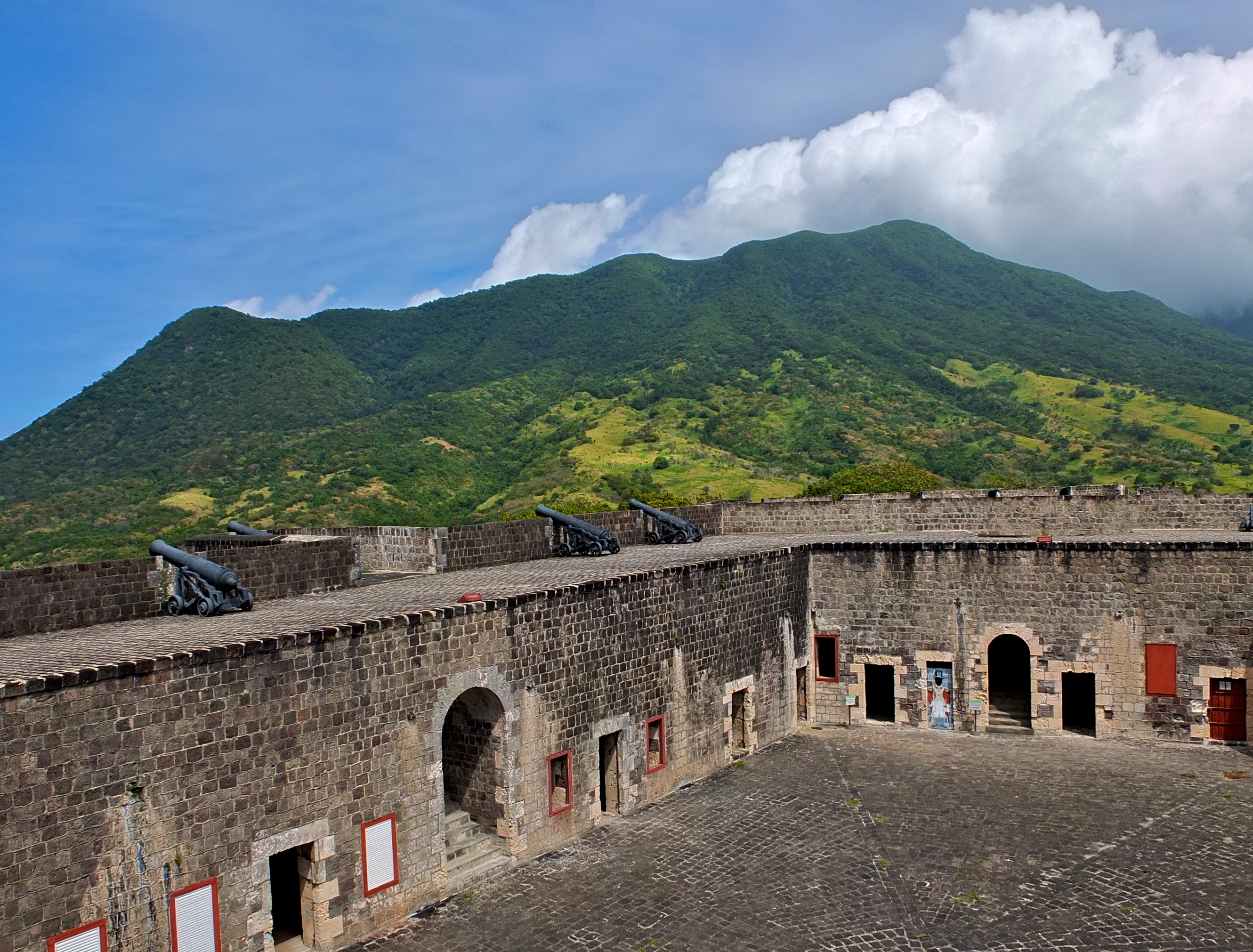

- Library of Congress Control Number: sh2003012086
- Nationale Bibliotheek van Israël: 987007537415005171
- Virtual International Authority File: 315529893
- WorldCat: E39PBJgd9YgkvBhcc3jHTqgtKd